# Погорье (Сморгонский район)
По́горье (бел. По́гар’е, пол. Pohorje) — хутор в Сморгонском районе Гродненской области Белоруссии.
Входит в состав Жодишковского сельсовета.
Расположен в северной части района. Расстояние до районного центра Сморгонь по дороге — около 21,5 км, до центра сельсовета агрогородка Жодишки по прямой — чуть менее 2,5 км. Ближайшие населённые пункты — Буянцы, Козярники, Копачи.
Согласно переписи население Погорья в 1999 году насчитывало 4 жителя.
Через хутор проходит грунтовая автомобильная дорога местного значения Н7380 Буянцы — Погорье — Козярники.